# Haifa Wehbe

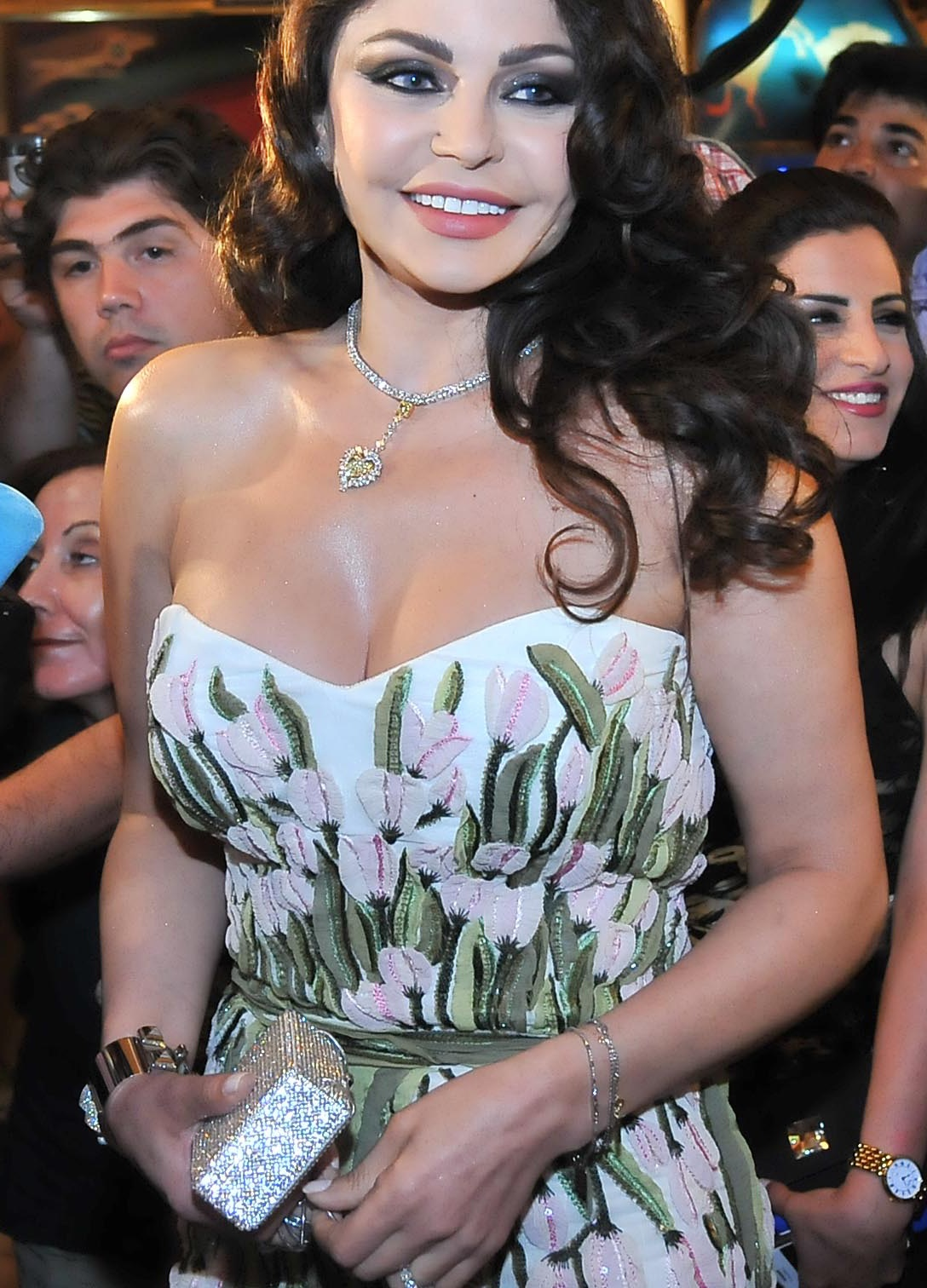
Haifa Wehbe, 2011

Haifa Mohammed Wehbe (arabisch هيفا وهبي [hæjfa wehbe]; * 10. März 1976 in Mahrouna) ist eine libanesische Sängerin und Schauspielerin. Sie etablierte sich ab den frühen 2000er Jahren zu einer der bekanntesten Sängerinnen im arabischsprachigen Raum. Zudem tritt sie in diversen arabischen Filmproduktionen und Fernsehserien in Erscheinung.

## Biographie
Wehbe wuchs als Tochter einer Ägypterin und eines Süd-Libanesen in Beirut auf. Früh begeisterte sie sich für Jazz und R&B-Musik und wurde schon mit 16 Jahren Model. Später gewann sie den Titel „Miss South Libanon“ 1988, 1995 war sie erneut nominiert.
Ihr zweites Album „Badi 'Aish“ („Ich möchte leben“) erschien im Jahr 2005.
Im Juli 2005 entstand mit vierzehn weiteren arabischen Prominenten die Reality-Show al-Wadi, welche ihren Ursprung in der französischen Serie „La Ferme Célébrités“ hatte. Obgleich zunächst kritisch angesehen, entwickelte sich die Serie zu einer im Libanon sehr beliebten Serie, die wöchentlich im Fernsehen ausgestrahlt wird. Wehbe spielt eine der Hauptrollen, wobei sie auch Lieder ihrer neuen Alben singt.

## Privates
Im Jahr 1990 im Alter von 18 Jahren heiratete sie ihren Cousin Nasr Fayyad. Beide zogen später nach Nigeria, wo ihr Mann arbeitsbedingt stationiert war. Fayyad und Wehbe reisten während dieser Zeit regelmäßig zwischen Nigeria und Libanon. Aufgrund ihrer Schwangerschaft kehrte sie 1992 wieder in ihr Heimatland zurück. Im darauffolgenden Jahr wurde die gemeinsame Tochter Zainab geboren. 
Am 24. April 2009 heiratete Wehbe den ägyptischen Geschäftsmann Ahmed Abou Hashima in Beirut. Unter den Hochzeitsgästen befanden sich unter anderem die US-amerikanische Sängerin Anastacia, Schauspielerin Carmen Electra und der Rapper Sean Combs sowie der ebenfalls aus Libanon stammende Sänger Ragheb Alama. Im November 2012 wurde bekannt gegeben, dass sich Wehbe und Hashima nach drei Jahren Ehe getrennt haben.
Wehbe ist seit der Geburt zweier Kinder ihrer Tochter Zeinab Großmutter. Sie bekennt sich zum Schiismus und lebt in Beirut.

## Diskographie
Studioalben
- 2002: Houwa Al Zaman
- 2005 Baddi Aech
- 2006 Farashet El Wadi
- 2008: Habibi Ana
- 2010: Baby Haifa
- 2012: Malikat Jamal Al Kawn
- 2018: Hawwa

Singles
| - 2002: Agoul Ahwak - 2002: Wahdi - 2003: Elhakni - 2003: Ma Sar - 2004: Ya Hayat Qalbi - 2005: Baddi Aech - 2005: La Ma Khilset - 2005: Teji Ezzai - 2005: Ragab - 2005: Aana Haifa - 2006: Bus al-Wawa - 2007: Moush Adra Estana - 2008: Matolch Li Had - 2008: Hassa Mabina Haga - 2008: Sanara - 2009: Baba Fin & Lama Al-Shams Trouah - 2009: I Will Survive | - 2009: 80 Million Ehsas - 2010: Enta Tani - 2011: Ya Majnoon - 2013: Ana Aam Behlam Fik (feat. Ramy Ayach) - 2014: Farhana - 2014: Oppa Oppa - 2015: Breathing You In - 2019: Shaghla Kol Ennas - 2019: Tamalli Nag7a - 2019: Liek El Cha Cha (feat. DJ Carlos B) - 2022: Tigi - 2022: Walad - 2023: Ee'mel Share (From the Movie „Ramsis Paris“) - 2023: Ma Badaafsh (ما بدافش) - 2024: Woseltelha - 2024: Ya Nahla |

Gastbeiträge
- 2021: Law Kont (Akram Hosny feat. Haifa Wehbe)

## Filmographie
Filme
- Sea of Stars (2008)
- Dokkan Shehata (2011)
- Halawet Rouh (2014)[3]
- Khair and Baraka (2017)
- Renegades of Europe (2020)

Fernsehserien
- Kalam Ala Warak (2014)
- Mawlid wa Sahibuh Ghayb (2015)
- Maryam (2015)
- Al Herbaya (2017)
- Lanaat Karma (2018)